# Giải Cánh diều cho nữ diễn viên chính xuất sắc phim truyện điện ảnh
Giải Cánh diều cho nữ diễn viên chính xuất sắc phim truyện điện ảnh là hạng mục trong hệ thống Giải Cánh diều, giải thưởng điện ảnh hàng năm của Hội Điện ảnh Việt Nam.

## Danh sách theo năm

### 2004–2009
| Năm  | Diễn viên        | Tác phẩm            | Chú thích |
| ---- | ---------------- | ------------------- | --------- |
| 2004 | Mỹ Duyên         | Nữ tướng cướp       | [ 1 ]     |
| 2005 | Đỗ Thị Hải Yến   | Chuyện của Pao      | [ 2 ]     |
| 2006 | Can Đình Đình    | Hà Nội, Hà Nội      | [ 3 ]     |
| 2007 | Đỗ Nguyễn Lan Hà | Trái tim bé bỏng    | [ 4 ]     |
| 2008 | Hồng Ánh         | Trăng nơi đáy giếng | [ 5 ]     |
| 2009 | Minh Hương       | Đừng đốt            | [ 6 ]     |

### Thập niên 2010s
| Năm  | Diễn viên           | Tác phẩm                           | Chú thích |
| ---- | ------------------- | ---------------------------------- | --------- |
| 2010 | Ninh Dương Lan Ngọc | Cánh đồng bất tận                  | [ 7 ]     |
| 2011 | Quỳnh Hoa           | Saigon Yo!                         | [ 8 ]     |
| 2012 | Đinh Y Nhung        | Lấy chồng người ta                 | [ 9 ]     |
| 2013 | Kathy Uyên          | Âm mưu giày gót nhọn               | [ 10 ]    |
| 2014 | Trương Ngọc Ánh     | Hương Ga                           | [ 11 ]    |
| 2015 | Ninh Dương Lan Ngọc | Trúng số                           | [ 12 ]    |
| 2016 | Jun Vũ              | 12 Chòm sao: Vẽ đường cho yêu chạy | [ 13 ]    |
| 2017 | Nhã Phương          | Yêu đi, đừng sợ!                   | [ 14 ]    |
| 2018 | Hoàng Yến Chibi     | Tháng năm rực rỡ                   |           |
| 2019 | Cát Phượng          | Hạnh phúc của mẹ                   | [ 15 ]    |

### Thập niên 2020s
| Năm  | Diễn viên      | Tác phẩm            | Chú thích |
| ---- | -------------- | ------------------- | --------- |
| 2020 | Kaity Nguyễn   | Gái già lắm chiêu V | [ 16 ]    |
| 2021 | Nhã Uyên       | Đêm tối rực rỡ      | [ 17 ]    |
| 2023 | Thu Trang      | Con Nhót mót chồng  | [ 18 ]    |
| 2024 | Phương Anh Đào | Mai                 | [ 19 ]    |

## Kỷ lục
Những cá nhân sau đã chiến thắng nhiều hơn một lần giải Cánh diều cho nữ diễn viên chính xuất sắc phim truyện điện ảnh:
| Số lần chiến thắng | Diễn viên           | Phim              | Năm  |
| ------------------ | ------------------- | ----------------- | ---- |
| 2                  | Ninh Dương Lan Ngọc | Cánh đồng bất tận | 2010 |
| 2                  | Ninh Dương Lan Ngọc | Trúng số          | 2015 |